# Pałac Ishaka Paszy
Pałac Ishaka Paszy (tur. İshak Paşa Sarayı; kurd. Qesra Îshaq Paşa) – budowla warowna we wschodniej Turcji, położona na wysokości ok. 2000 m n.p.m. na płaskowyżu ponad miastem Doğubayazıt w prowincji Ağrı.
Miejsce to zasiedlone było już od czasów starożytnych – swoje warownie budowali tu Urartyjczycy, a później Seldżucy i Osmanowie. Obecna budowla została wzniesiona na przełomie XVIII i XIX wieku staraniem wodza miejscowych plemion İshaka Paşy (budowę rozpoczął jeszcze jego ojciec Çolak Abdi Paşa). Od końca XIX wieku obiekt popadał w ruinę, przejściowo mieściły się tu koszary tureckiej armii. W ostatnich latach pałac został częściowo odrestaurowany i aktualnie udostępniany jest zwiedzającym.
Pałac zbudowano z wykorzystaniem elementów różnych stylów architektonicznych znanych w Anatolii: seldżuckich, osmańskich, ormiańskich, gruzińskich i perskich. Zachowały się tu m.in. pozostałości haremu i meczet ze zdobnymi reliefami i malowidłami.